# AMX Mod X
AMX Mod X, eller AMXx som det kallas i folkmun, är en servermodifikation för spelet Half-Lifes många modifikationer som Counter-Strike och Day of Defeat som används för att underlätta administrationen av servern i fråga.

## Historia
AMX Mod X är baserad på källkoden till det ursprungliga AMX Mod och är publicerad under licensen GNU GPL. Projektet startades 2004 av Felix Geyer och några till för att de tyckte att AMX Mod inte höll måttet (som de själva säger på sin webbplats: ”lack of public input, no open source enforcement, no central source code maintained, and much more.”). Sedan dess har projektet kommit en lång väg och är idag större än AMX Mod då det hela tiden utvecklas och är lättare att skripta insticksprogram till.

## Insticksprogram
AMX Mod X tillåter användarna att skripta (programmera) egna insticksprogram som kan ändra nästan vad som helst i spelet (nya ljud, nya vapen och så vidare). Källkoderna till alla insticksprogram är fritt tillgängliga, så vem som helst kan ta del av och göra egna insticksprogram med delar av koden.